# 小川站 (中国)
小川站是一个陇海线上的铁路车站，位于陕西省宝鸡市陈仓区拓石镇小川，建于1956年，目前为五等站，邮政编码为721322。目前不办理客、货运营业。